# Кабазитаксел
Кабазитаксел (англ. Cabazitaxel, лат. Cabazitaxelum) — напівсинтетичний лікарський препарат, який за своїм хімічним складом є дериватом іншого лікарського засобу — доцетакселу, що належить  до групи таксанів. Кабазитаксел застосовується виключно внутрішньовенно. Кабазитаксел розроблений у лабораторії компанії «Sanofi-Aventis», та схвалений для використання у клінічній практиці FDA 17 червня 2010 року, та 21 січня 2011 року Європейським агентством з лікарських засобів.

## Фармакологічні властивості
Кабазитаксел — напівсинтетичний лікарський засіб, який належить до групи таксанів. Механізм дії препарату полягає у зв'язуванні препарату із бета-тубуліном мікротрубочок цитоплазми, що призводить до порушення процесу його деполімеризації, наслідком чого є порушення процесів динамічної реорганізації сітки мікротрубочок, що порушує функціонування внутрішньоклітинних структур, а також порушує процес мітозу. Оскільки мітотична активність більш виражена у клітин, які швидко ростуть, то кабазитаксел більш активний до клітин злоякісних пухлин. Кабазитаксел має здатність інгібувати нечутливість пухлинних клітин до препаратів групи таксанів (доцетакселу і паклітакселу) завдяки додатковій метильній групі, яка знижує афінність білка, що сприяє виведенню таксанів із пухлинних клітин. Кабазитаксел також краще проникає через гематоенцефалічний бар'єр, завдяки чому він може діяти на метастази пухлини в головний та спинний мозок. Натепер кабазитаксел застосовується у складі комбінованої терапії при раку простати (разом із преднізоном і преднізолоном), у тому числі у випадках пухлин, резистентних до доцетаксела. Хоча кабазитаксел є значно ефективнішим препаратом, особливо у випадку резистентності пухлини до інших хіміотерапевтичних засобів, при його застосуванні спостерігається більше побічних ефектів, зокрема частіше в порівнянні з мітоксантроном спостерігається виражена нейтропенія, а також анемії та діареї в порівнянні з абіратероном.

### Фармакокінетика
Кабазитаксел після внутрішньовенного введення швидко розподіляється в організмі, максимальна концентрація препарату в крові досягається до закінчення інфузії кабазитаксела. Препарат створює високі концентрації у більшості тканин та органів. Кабазитаксел добре (близько 90 %) зв'язується з білками плазми крові. Препарат проникає через гематоенцефалічний бар'єр, через плацентарний бар'єр, та виділяється в грудне молоко. Препарат метаболізується у печінці із утворенням як активних, так і неактивних метаболітів. Виводиться препарат із організму переважно з калом, незначна кількість виводиться із сечею, переважно у вигляді метаболітів. Період напіввиведення препарату становить 95 годин, при порушенні функції печінки час напіввиведення препарату може збільшуватися.

## Покази до застосування
Кабазитаксел застосовується для лікування гормонорезистентного раку простати при неефективності доцетаксела в комбінації з преднізоном або преднізолоном.

## Побічна дія
При застосуванні кабазитаксела побічні ефекти спостерігаються досить часто, найчастіше спостерігаються нейтропенія, діарея, загальна слабість, швидка втомлюваність. Іншими побічними ефектами доцетаксела є:
- Алергічні реакції та з боку шкірних покривів — шкірний висип, свербіж шкіри, сухість шкіри, алопеція, еритема шкіри, гарячка, важкі шкірні алергічні реакції.
- З боку травної системи — нудота, блювання, запор, біль у животі, сухість у роті, геморой, кровотечі з прямої кишки, гастроезофагеальна рефлюксна хвороба, здуття живота.
- З боку нервової системи та опорно-рухового апарату — головний біль, запаморочення, парестезії, гіперестезії, летаргія, периферична нейропатія, кон'юнктивіт, шум у вухах, неспокій, сплутаність свідомості, спазми у м'язах, артралгії та міалгії, біль у спині, біль у кінцівках, м'язовий біль у грудях.
- З боку серцево-судинної системи — артеріальна гіпотензія, артеріальна гіпертензія, тромбоз вен, припливи крові, тахікардія, миготлива аритмія.
- З боку дихальної системи — задишка, кашель, пневмонія, біль у ротоглотці.
- З боку сечостатевої системи — ниркова недостатність (у тому числі гостра), гематурія, болючий сечопуск, затримка сечопуску, нетримання сечі, гідронефроз, ниркова колька, біль у тазовій ділянці.
- Інфекційні ускладнення — сепсис, септичний шок, целюліт, грип, інфекції сечовидільних шляхів, інфекції верхніх дихальних шляхів, кандидоз, оперізуючий герпес.
- Зміни в лабораторних аналізах — анемія, тромбоцитопенія, лейкопенія, підвищення рівня білірубіну в крові, підвищення активності амінотрансфераз в крові.

## Протипокази
Кабазитаксел протипоказаний при підвищеній чутливості до препарату, при вираженій нейтропенії, виражених порушеннях функції печінки, вагітності та годуванні грудьми, у віці до 18 років, при одночасному щепленні вакциною проти жовтої гарячки.

## Форми випуску
Кабазитаксел випускається у вигляді концентрату для приготування розчину для внутрішньовенних інфузій у флаконах по 1,5 мл із вмістом діючої речовини 40 мг/мл.